# Narodowa Rada Kultury
Narodowa Rada Kultury – organ opiniodawczy i doradczy Rady Ministrów istniejący w latach 1982–1990, mający na celu zespolenie działań i zapewnienia uczestnictwa kulturotwórczego narodu w kształtowaniu i realizacji zadań polityki kulturalnej. Powołana w warunkach obowiązywania stanu wojennego.

## Utworzenia Rady
Na podstawie ustawy 1982 r. o Narodowej Radzie Kultury oraz o Funduszu Rozwoju Kultury ustanowiono Radę.

## Główne cele Rady
Głównymi celami Rady były:
- umacnianie aktywnej roli kultury we wzbogacaniu życia duchowego narodu i jej wpływu na rozwój socjalistycznego społeczeństwa,
- ochrona tradycji i pomnażanie dziedzictwa kulturalnego Narodu Polskiego,
- pobudzanie służącej rozwojowi życia kulturalnego inicjatywy społecznej we wszystkich środowiskach i regionach,
- upowszechnianie i utrwalanie obecności kultury polskiej w świecie.

## Realizacja celów Rady
Rada realizowała swoje cele w szczególności przez:
- opiniowanie założeń polityki kulturalnej Państwa,
- opiniowanie projektów planów społeczno-gospodarczych w części dotyczącej kultury i zaspokajania potrzeb kulturalnych społeczeństwa,
- rozpatrywanie programów rozwoju i upowszechniania kultury w układzie międzyresortowym,
- opiniowanie wykonania przez naczelne i centralne organy administracji państwowej zadań w dziedzinach mających znaczenie dla rozwoju kultury,
- inspirowanie działań na rzecz umacniania pozycji zawodowej twórców i pracowników kultury oraz poprawy warunków ich życia i pracy,
- inspirowanie i ocenę działań podejmowanych na rzecz ochrony dóbr kultury,
- inicjowanie badań naukowych w dziedzinie kultury,
- inicjowanie działań zmierzających do zmniejszenia nierówności w poziomie życia kulturalnego w poszczególnych środowiskach społecznych i regionach kraju,
- opiniowanie głównych kierunków wydatkowania oraz dokonywanie okresowych ocen gromadzenia i gospodarowania środkami przeznaczonymi na rozwój kultury,
- opiniowanie programów międzynarodowej współpracy kulturalnej,
- ocenę stanu i potrzeb legislacyjnych w dziedzinie kultury,
- publikowanie przynajmniej raz do roku syntetycznej informacji, opinii i oceny sytuacji w kulturze polskiej.

## Skład Rady
W skład Rady wchodzili przedstawiciele środowisk twórczych, organizacji politycznych, społecznych, kulturalnych, związkowych, naukowych i organów administracji państwowej.
Przewodniczącego oraz członków Rady powoływał na okres 3 lat Prezes Rady Ministrów.

## Zniesienie Rady
Na podstawie ustawy z 1990 r. o zniesieniu i likwidacji niektórych funduszy zniesiono Narodową Radę Kultury.